# 直裾素紗襌衣
直裾素紗襌衣是中華人民共和國禁止出国（境）展览文物之一，1972年出土於湖南省长沙市东郊东屯渡乡（今芙蓉区马王堆街道），是马王堆汉墓的眾多隨葬品之一。現藏湖南省博物馆。

## 形制
直裾素紗襌衣发现于利苍夫人辛追墓，较完整。同时出土时还有两件曲裾襌衣，稍残破。襌衣长128厘米、通袖长190厘米，重仅49克。其衣领相交，右衽，垂直而下，缘边为绒圈锦。